# 武爾佩尼鄉
44°28′N 23°55′E / 44.467°N 23.917°E
武爾佩尼鄉（羅馬尼亞語：Comuna Vulpeni, Olt），是羅馬尼亞的鄉份，位於該國南部，由奧爾特縣負責管轄，面積46平方公里，海拔高度158米，2007年人口2,636，人口密度每平方公里57人。